# Conjunto simétrico
En matemáticas, se dice que un subconjunto no vacío S de un grupo G es simétrico si contiene los inversos de todos sus elementos.

## Definición
En notación de conjuntos, un subconjunto {\displaystyle S} de un grupo {\displaystyle G} se llama simétrico si siempre que {\displaystyle s\in S} entonces el inverso de {\displaystyle s} también pertenece a {\displaystyle S}.
En consecuencia, si {\displaystyle G} se escribe multiplicativamente, entonces {\displaystyle S} es simétrico si y solo si {\displaystyle S=S^{-1}} donde {\displaystyle S^{-1}:=\left\{s^{-1}:s\in S\right\}}.
Si {\displaystyle G} se escribe de forma aditiva, entonces {\displaystyle S} es simétrico si y solo si {\displaystyle S=-S} donde {\displaystyle -S:=\{-s:s\in S\}.}
Si {\displaystyle S} es un subconjunto de un espacio vectorial, entonces se dice que {\displaystyle S} es un conjunto simétrico si es simétrico con respecto a la estructura de grupo aditivo del espacio vectorial; es decir, si {\displaystyle S=-S}, lo que sucede si y solo si {\displaystyle -S\subseteq S}.
La envolvente simétrica de un subconjunto {\displaystyle S} es el conjunto simétrico más pequeño que contiene a {\displaystyle S}, y es igual a {\displaystyle S\cup -S.}. El conjunto simétrico más grande contenido en {\displaystyle S} es {\displaystyle S\cap -S}.

## Condiciones suficientes
Las uniones e intersecciones arbitrarias de conjuntos simétricos son simétricas.
Cualquier subespacio vectorial en un espacio vectorial es un conjunto simétrico.

## Ejemplos
En {\displaystyle \mathbb {R} }, ejemplos de conjuntos simétricos son los intervalos del tipo {\displaystyle (-k,k)} con {\displaystyle k>0,} y los conjuntos {\displaystyle \mathbb {Z} } y el intervalo {\displaystyle (-1,1)}.
Si {\displaystyle S} es cualquier subconjunto de un grupo, entonces {\displaystyle S\cup S^{-1}} y {\displaystyle S\cap S^{-1}} son conjuntos simétricos.
Cualquier subconjunto equilibrado de un espacio vectorial real o complejo es simétrico.